# Messalla (console 280)
Messalla (fl. 280) è stato un politico dell'Impero romano.
Nel 280 fu nominato console prior assieme a Grato, e fu la prima volta che l'imperatore Probo non assunse il consolato durante il suo regno.
Sebbene sia stata proposta una identificazione tra Messalla e il Giunio Messalla citato in Historia Augusta Vita di Carino (20,4), si preferisce collegare Messalla alla famiglia dei Valerii Messallae, che aveva fornito un console nel 196 (Lucio Valerio Messalla Trasea Prisco) e uno nel 214 (Lucio Valerio Messalla).